# Козлов Володимир Ілліч
Козлов Володимир Ілліч, (1941, смт. Носівка) — лауреат Державної премії України у галузі науки і техніки (1993).

## З життєпису
Провідний співробітник Інституту механіки Національної академії наук України, доктор фізико-математичних наук, член Національного комітету України з теоретичної та прикладної механіки. Автор та співавтор понад 90 наукових робіт. Викладач Київського автомобільно-дорожнього інституту. Випускник Носівської середньої школи № 1 1958 року.

## Джерело
- Фурса В. М. «Славні імена Носівщини». — Ніжин: ТОВ "Видавництво «Аспект-Поліграф», 2009. — 200 с. : іл. ISBN 978-966-340-357-1